# Pseudonortonia coniux
Pseudonortonia coniux är en stekelart som beskrevs av Giordani Soika 1983. Pseudonortonia coniux ingår i släktet Pseudonortonia och familjen Eumenidae. Inga underarter finns listade i Catalogue of Life.